# From the Bottom of My Heart
Pour les articles homonymes, voir From the Bottom of My Heart (homonymie).
Singles de Stevie Wonder
So What The Fuss
(2005) Shelter In the Rain
(2005)
From the Bottom of My Heart est une chanson de l'auteur-compositeur-interprète Stevie Wonder sortie en 2005.
Il permet à Wonder de remporter un Grammy Award dans la catégorie Meilleur chanteur pop en 2006.

## Contexte
Il s'agit du deuxième extrait issu de son album A Time to Love après So What The Fuss.
Le single sort chez Motown sous la référence 004964.

### Crédits
- Stevie Wonder : voix, piano, orgue, bongo, harmonica, carillon tubulaire, cloche[3]
- Philip Jackson, Lamont Van Hook, Will Wheaton (en), Fred White[3] : chœurs

## Classement
| Classement (2005)                   | Meilleure position |
| ----------------------------------- | ------------------ |
| États-Unis (Hot Adult Contemporary) | 25                 |
| États-Unis (Hot R&B/Hip-Hop Songs)  | 52                 |
| États-Unis (Hot R&B/Hip-Hop Sales)  | 27                 |
| Royaume-Uni (UK Singles Chart)      | 101                |
| Communauté des États indépendants   | 182                |

## Récompenses
En 2006 lors de la  48e cérémonie des Grammy Awards, Stevie Wonder remporte un prix dans la catégorie Meilleur chanteur pop, en compétition avec Jack Johnson (Sitting, Waiting, Wishing), Paul McCartney (Fine Line (en)), Seal (Walk On By) et Rob Thomas (Lonely No More (en)).

## Reprises
Informations issues de SecondHandSongs, sauf mentions complémentaires.
- Pat Bianchi (en), sur Higher Standard (2015)